# 산청군·함양군·거창군 (2004년 선거구)
산청군·함양군·거창군은 대한민국의 옛 국회의원 선거구이다. 당시 경상남도 산청군, 함양군, 거창군 지역을 관할했다.

## 역사
제17대 국회의원 선거를 앞두고 실시된 선거구 개편 과정에서 함양군·거창군 선거구에 산청군이 편입되면서 신설되었다.
제20대 국회의원 선거를 앞두고 실시된 선거구 개편 과정에서 합천군을 편입해 산청군·함양군·거창군·합천군 선거구를 이루게 됨에 따라 폐지되었다.

## 역대 국회의원
| 선거   | 정당 | 정당     | 의원   |
| ------ | ---- | -------- | ------ |
| 2004년 |      | 한나라당 | 이강두 |
| 2008년 |      | 한나라당 | 신성범 |
| 2012년 |      | 새누리당 | 신성범 |

## 역대 선거 결과

### 대한민국 제17대 국회의원 선거
|  | 62.02% |

|  | 31.96% |

|  | 3.20% |

|  | 2.79% |

### 대한민국 제18대 국회의원 선거
|  | 55.05% |

|  | 31.62% |

|  | 9.85% |

|  | 3.45% |

### 대한민국 제19대 국회의원 선거
|  | 46.22% |

|  | 28.69% |

|  | 16.46% |

|  | 5.45% |

|  | 1.36% |

|  | 0.97% |

|  | 0.82% |